# Lophoterges
Lophoterges là một chi bướm đêm thuộc họ Noctuidae.

## Loài
- Lophoterges hoerhammeri (Wagner, 1931)
- Lophoterges millierei (Staudinger, 1871)